# Lamnowate
Lamnowate, żarłacze śledziowe (Lamnidae) – rodzina drapieżnych ryb morskich zaliczana do lamnokształtnych (Lamniformes). Spotykane w wodach subtropikalnych niemal całego świata, na głębokościach do 700 m, najczęściej w okolicach raf koralowych. Zaliczane do tej rodziny ostronosy (Isurus) uważane są za najszybsze rekiny świata, a żarłacz biały jest jedną z największych ryb o drapieżnym trybie życia.

## Cechy charakterystyczne
Ciało wrzecionowate, silnie umięśnione. Pysk spiczasty, zęby duże. Brak migotki.
Pięć par długich szczelin skrzelowych. Pierwsza płetwa grzbietowa duża, wzniesiona, tępo zakończona. Druga płetwa grzbietowa i płetwa odbytowa bardzo małe. Płetwa ogonowa prawie symetryczna. Na bokach trzonu ogonowego widoczny kil. 153–197 kręgów.
Układ naczyń krwionośnych w mięśniach stanowi system wymienników ciepła, umożliwiając utrzymywanie temperatury ciała powyżej temperatury otaczającej je wody, co pozwala na bardzo aktywny tryb życia i zapewnia błyskawiczny refleks w szerokim przedziale temperatur. Dorastają do ponad 6 m długości (Carcharodon carcharias). Gatunki jajożyworodne, embriony zjadają swoje rodzeństwo.

## Klasyfikacja
Rodzaje zaliczane do tej rodziny:
- Carcharodon Smith, 1838 – jedynym występującym współcześnie przedstawicielem jest Carcharodon carcharias (Linnaeus, 1758) – żarłacz biały
- Isurus Rafinesque, 1810
- Lamna Cuvier, 1816